# Simulium concludium
Simulium concludium är en tvåvingeart som beskrevs av Craig 1997. Simulium concludium ingår i släktet Simulium och familjen knott. Inga underarter finns listade i Catalogue of Life.